# فجوة الأجور بين الجنسين في الألعاب الرياضية

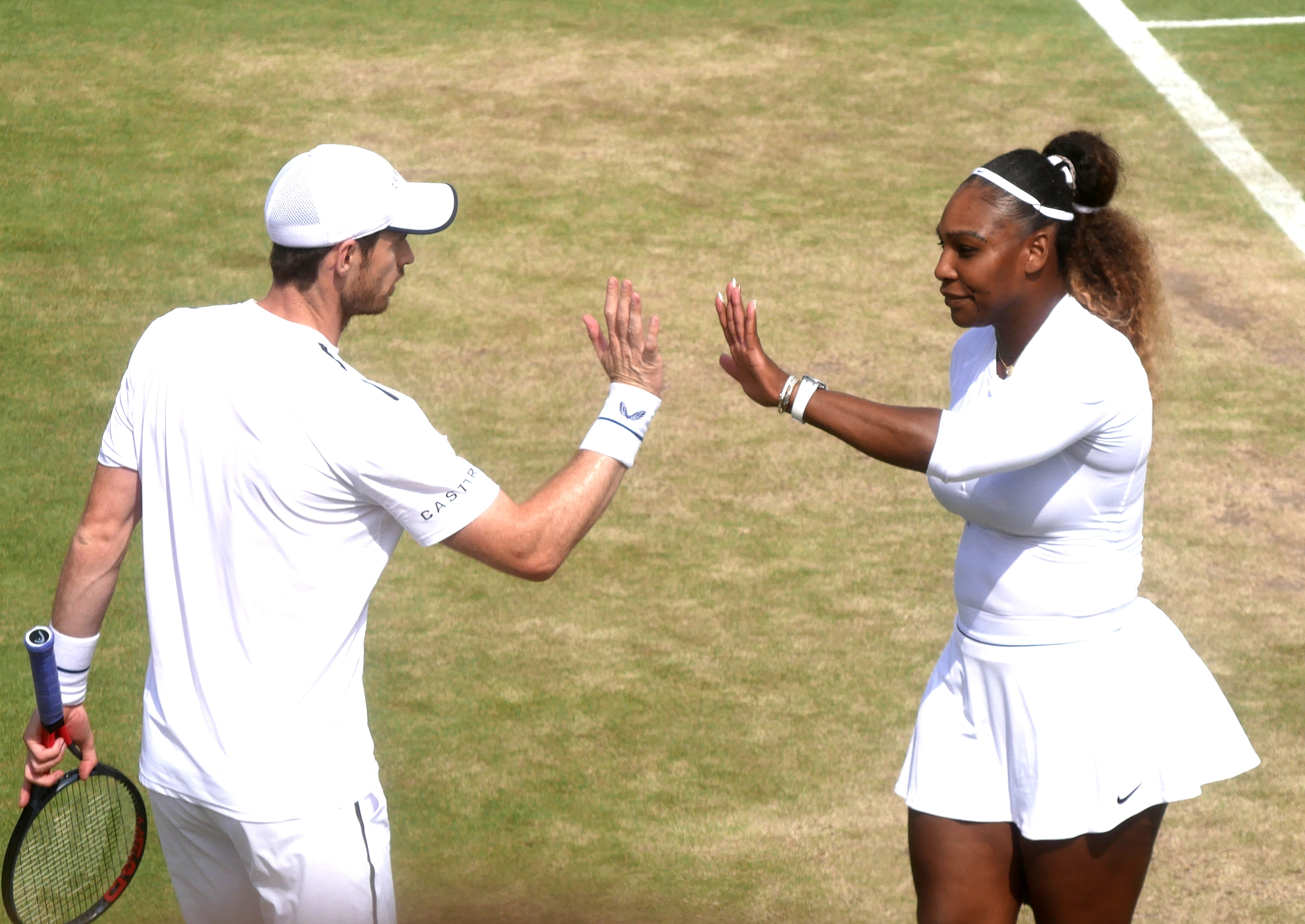

فجوة الأجور بين الجنسين في الألعاب الرياضية تناقش فجوة الأجور بين الجنسين في الألعاب الرياضية استمرار إعطاء اللاعبات أجور غير متساوية مقارنة بنظرائهن اللاعبين. طبقاً للبحث الذي أجرته وكالة أنباء ال بي بي سي: «حوالي 83 ٪ من الألعاب الرياضية تؤاجر الرجال والنساء بالتساوي».
بالرغم من ذلك الفجوة لاتزال موجودة بين أجور الإناث والذكور، فعلى سبيل المثال في عام 2018 نشرت صحيفة فوربس قائمة الرياضيين الأعلى أجراً، 100 رياضي لم يكن بهم انثي واحدة. و قد تقرر هذا الحدث أيضًا في عام 2017، حيث كان هناك أنثى واحدة فقط - لاعبة التنس سيرينا وليامز - التي انضمت إلى المرتبة رقم 56 في القائمة المدرجة.